# Фантастическое бурре
«Фантастическое бурре» (фр. Bourrée fantasque) — музыкальное произведение Эмманюэля Шабрие для фортепиано соло, одно из его последних завершённых сочинений.

## История создания
«Фантастическое бурре» посвящено пианисту Эдуару Рислеру (1873–1929). Впервые пьеса была исполнена на публике 7 января 1893 года в Национальном музыкальном обществе в Париже.
Композиция была написана примерно в апреле 1891 года после того, как Шабрие посетил Овернь, свою малую родину. По словам Альфреда Корто, «[Фантастическое бурре] ― это одно из самых захватывающих и оригинальных произведений во всей французской фортепианной литературе». Р. Майерс говорит, что данное произведение «предвещает новшества в фортепианной технике, введённые Равелем в «Ночном Гаспаре» и Дебюсси в его поздних этюдах». Рукопись пьесы сейчас находится в Национальной библиотеке Франции.

## Музыка
В письме к Рислеру от 12 мая 1891 года Шабрие писал: «Я сочинил для вас маленькую пьесу для фортепиано, которую я считаю довольно забавной. <…> Посмотрим, как вы заставите её блестеть! Это должно быть ярко и безумно!» Точность обозначений в каждом такте, динамика от ppp до tutta forza и акценты свидетельствуют о стремлении композитора добиться тонального разнообразия и богатства. Пьеса длится от шести до семи минут.
Музыкальный критик Шарль Кеклен утверждал, что «Шабрие был предшественником современных французских композиторов благодаря смелости своей техники письма и использованию древних ладов, которые никогда не имели подражательный смысл, а являлись естественным средством самовыражения».

## Аранжировки пьесы
Незавершённая оркестровка Шабрие состоит из 16 страниц партитуры ― это составляет примерно одну треть произведения. Также переложения пьесы для оркестра создали Феликс Мотль (в 1898), Шарль Кеклен (в 1924), Джон Айвсон (в 1983) и Робин Холлоуэй (в 1994).
Балеты на музыку «Фантастического бурре» создали Жан-Жак Эчевери (в 1946) и Джордж Баланчин (в 1949).